# Finché notte non ci separi
Finché notte non ci separi è un film del 2024 diretto da Riccardo Antonaroli.

## Trama
Una prima notte di nozze si trasformerà in una notte ricca di incontri e di sorprese per le strade di Roma.

## Produzione
Il film, diretto da Riccardo Antonaroli e scritto da Roberto Cimpanelli, Giulia Martinez e Susanna Paratore, liberamente ispirato alla commedia romantica israeliana Honeymood (2021) diretta da Talya Lavie. Il progetto cinematografico è stato prodotto da Rodeo Drive, Life Cinema con il contributo di Rai Cinema. Il film è stato girato a Roma, principalmente nelle ore notturne, presso il Grand Hotel de Rome.

## Promozione
Il primo trailer è stato diffuso il 18 luglio 2024.

## Distribuzione
Il film è stato presentato in anteprima mondiale come film di chiusura alla 70ª edizione del Taormina Film Fest, prima di essere distribuito nelle sale italiane dal 29 agosto 2024. Dal 10 al 20 agosto la pellicola è stata presentata in anteprima in numerose sale e arene italiane.

## Accoglienza

### Incassi
Il film ha incassato 349673 €, con 55000 presenze.

### Critica
Il film è stato accolto con recensioni perlopiù favorevoli da parte della critica cinematografica.
Carola Proto di Comingsoon.it descrive il film «godibile e originale», e sebbene «nel tentativo di renderlo scorrevole, gli sceneggiatori hanno sacrificato un po’ del necessario approfondimento psicologico», esso «non assomiglia nemmeno un po' a quell'infinità di commedie italiane tutte uguali», apprezzando l'intero cast attoriale.
Davide Maria Zazzini del Cinematografo non resta particolarmente colpito dal film, scrivendo che il film «nel complesso rimane in superficie, difetta di una certa radicalità espressiva, di una drammatizzazione delle fragilità», ritenendo che l'intera commedia «sia tenuta a galla dalla varia, ma non inedita cifra recitativa del cast», anche per la cinematografia «svuotata e scontata, raramente intonata con le peripezie dei due protagonisti».